# Nabih Youssef
Nabih Youssef, S.E., F.A.S.C.E, é um engenheiro estrutural egipto-estadunidense.
É conhecido principalmente por seu trabalho em engenharia sísmica.

## Educação e vida profissional
Youssef obteve o bacharelado (B.S.) em engenharia estrutural na Universidade do Cairo, em 1967. Após imigrar para os Estados Unidos obteve o mestrado (M.S.) na Universidade do Estado da Califórnia em Los Angeles e depois diploma de pós-graduação em engenharia sísmica na Universidade da Califórnia em Los Angeles.
Youssef dirigiu a divisão de engenharia da A.C. Martin Partners antes de fundar sua firma Nabih Youssef & Associates (NYA) em 1989. Duas décadas depois a NYA contava com 60 engenheiros e com escritórios em diversas localidades da Califórnia.

## Projetos notáveis

### L.A. Live! Hotel & Residências

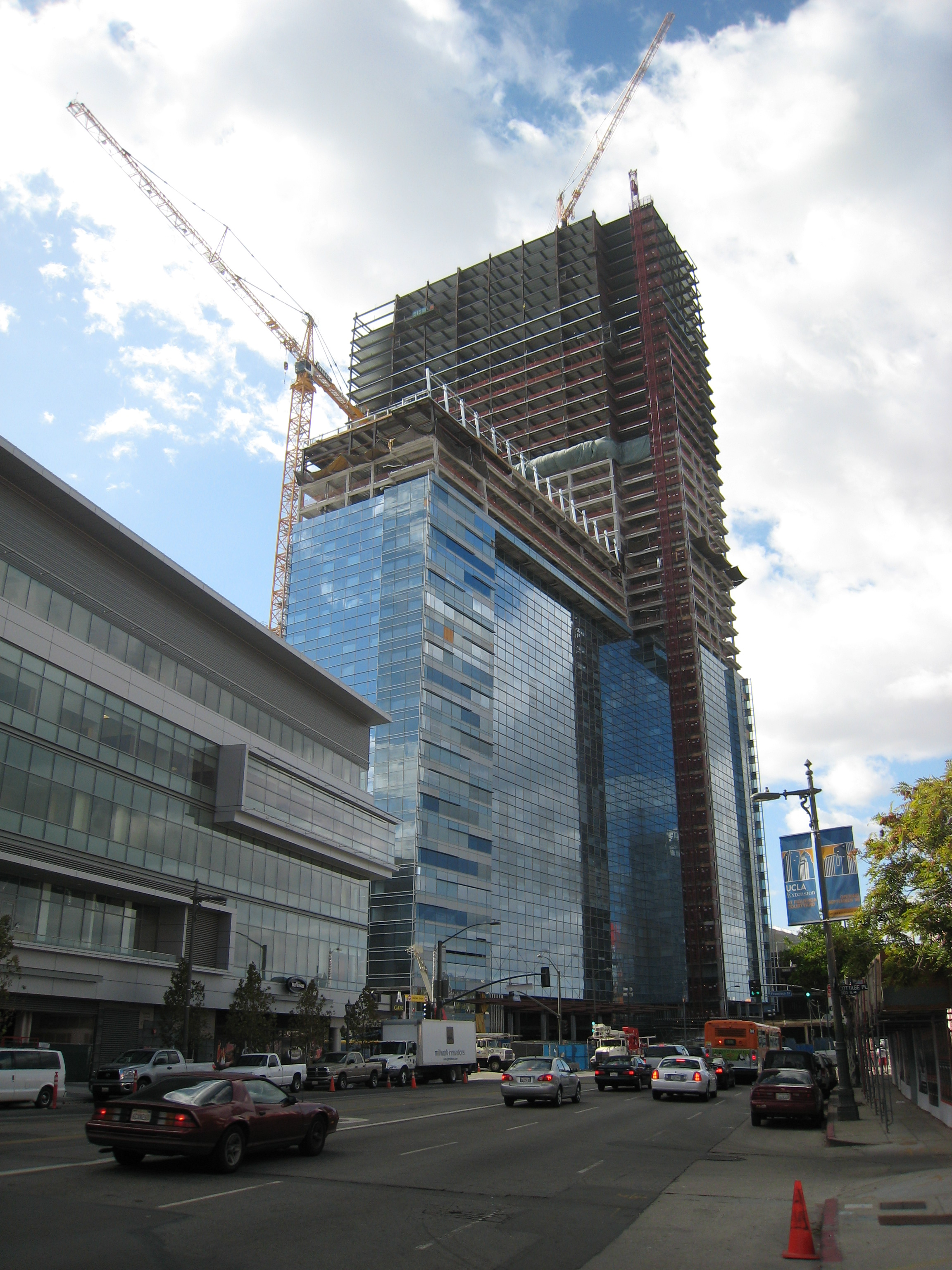
L.A. Live

O edifício de 56 pavimentos L.A. Live! Tower está atualmente em construção no Centro de Los Angeles.